# La Fée des grèves (film)
Cet article concerne un film. Pour le roman, voir La Fée des grèves (roman).
Pour plus de détails, voir Fiche technique et Distribution.
La Fée des grèves est un film muet français réalisé par Louis Feuillade, sorti en 1909. Il est adapté de La Fée des Grèves, roman de Paul Féval.

## Fiche technique
- Titre : La Fée des grèves
- Réalisation : Louis Feuillade
- Production : Gaumont
- Genre : Drame et fantastique
- Durée : 7 minutes
- Date de sortie :
  - France :13 septembre 1909